# Anita Brookner
Anita Brookner, född 16 juli 1928 i Herne Hill, Lambeth, London, död 10 mars 2016 i London, var en brittisk författare och konsthistoriker.
Anita Brookners far, Newson Bruckner, var en polsk immigrant, och hennes mor, Maude Schiska, var en sångerska vars far hade emigrerat från Polen och grundat en tobaksfabrik. Maude ändrade familjens efternamn till Brookner på grund av de antityska stämningarna i England. Anita Brookner hade en ensam barndom, trots att hennes mormor och farbror bodde med familjen och hennes föräldrar, profana judar, öppnade sitt hem för judiska flyktingar som flydde nazisternas förföljelser under 1930-talet och andra världskriget. Brookner, som var enda barnet, gifte sig aldrig och tog hand om sina föräldrar då de blev äldre.
Brookner utbildade sig vid James Allen's Girls' School. Hon läste historia vid King's College London, och doktorerade i konsthistoria vid Courtauld Institute of Art 1953. 1967 erhöll hon som första kvinna en Slade professur vid Cambridge University. 1977 anställdes hon som docent vid Courtauld Institute of Art, där hon arbetade fram till sin pension 1988.

## Verk
Brookners första böcker gav henne internationellt anseende som expert på fransk målarkonst från tiden runt 1800. Hon publicerade sin första roman, A Start In Life, 1981 vid en ålder av 53 år. Den handlar om en universitetslärare, som vid 40 års ålder ser tillbaka på ett liv "förstört av litteratur". Efter det gav hon ut i genomsnitt en roman per år. Hennes fjärde bok, Hotel du Lac, som gavs ut 1984, vann Bookerpriset. Romanen utspelar sig på ett elegant schweiziskt hotell med en hjältinna som blivit känslokall beroende på de många nederlag hon upplevt i förhållande till andra människor. Hon avvisar själv ett frieri från en stilig men tråkig man för att satsa på sin stora kärlek till en gift man.
Brookners verk är till stor del influerad av hennes egna livserfarenheter, de utforskar teman som isolering och svårigheter associerade med att anpassa sig till det engelska samhället. Hennes romaner skildrar ofta intelligenta, utåt sett litet gråa medelklasskvinnor, som antingen längtar efter ett kärleksförhållande eller är på väg ut ur ett. De har inte riktigt kontroll över sina liv även om de oftast är ekonomiskt oberoende. Många av Brookners karaktärer är barn till europeiska immigranter som upplever svårigheter med att anpassa sig till den engelska livsstilen.

## Priser och utmärkelser
- Bookerpriset 1984 för Hotel du Lac